# دخترخاله ورشویی من
دخترخالهٔ ورشویی من (فرانسوی: Ma cousine de Varsovie‎) یک فیلم کمدی فرانسوی-آلمانی به کارگردانی کارمینه گالونه است که در سال ۱۹۳۱ منتشر شد. از بازیگران آن می‌توان به الویرا پوپسکو اشاره کرد.